# Festuca valesiaca
Festuca valesiaca là một loài thực vật có hoa trong họ Hòa thảo. Loài này được Schleich. ex Gaudin mô tả khoa học đầu tiên năm 1811.

## Hình ảnh

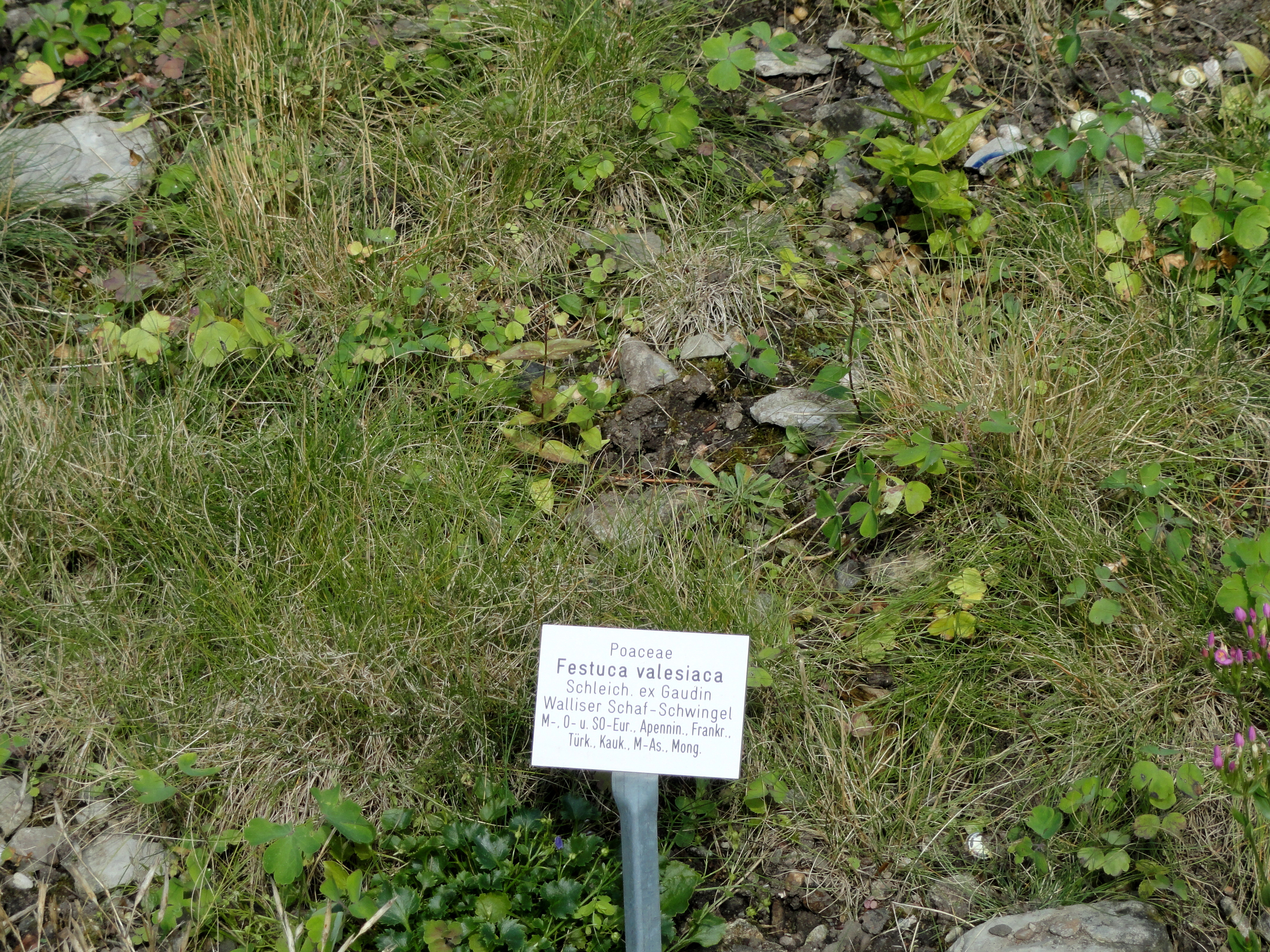
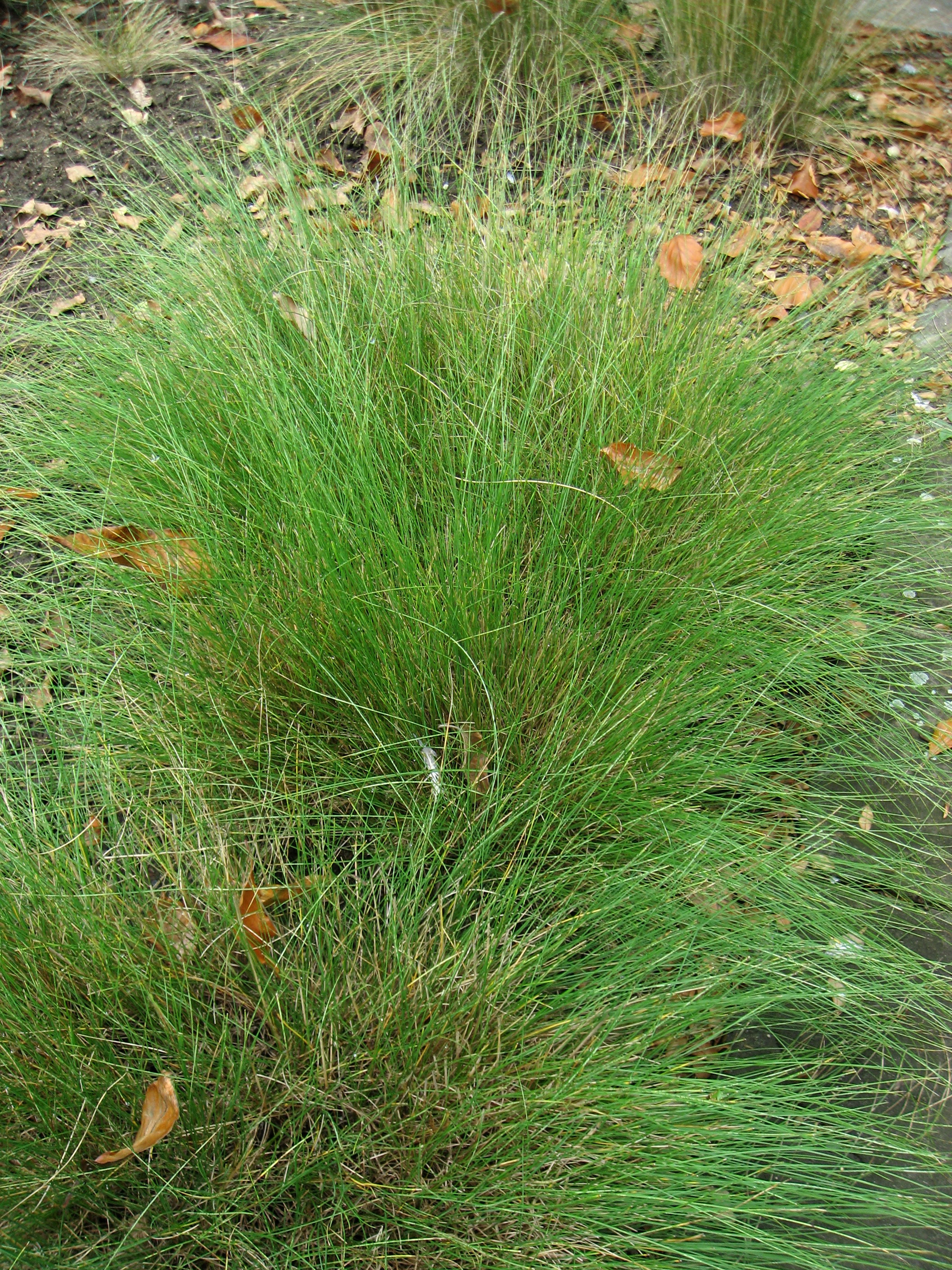